# Jerzy Hankis

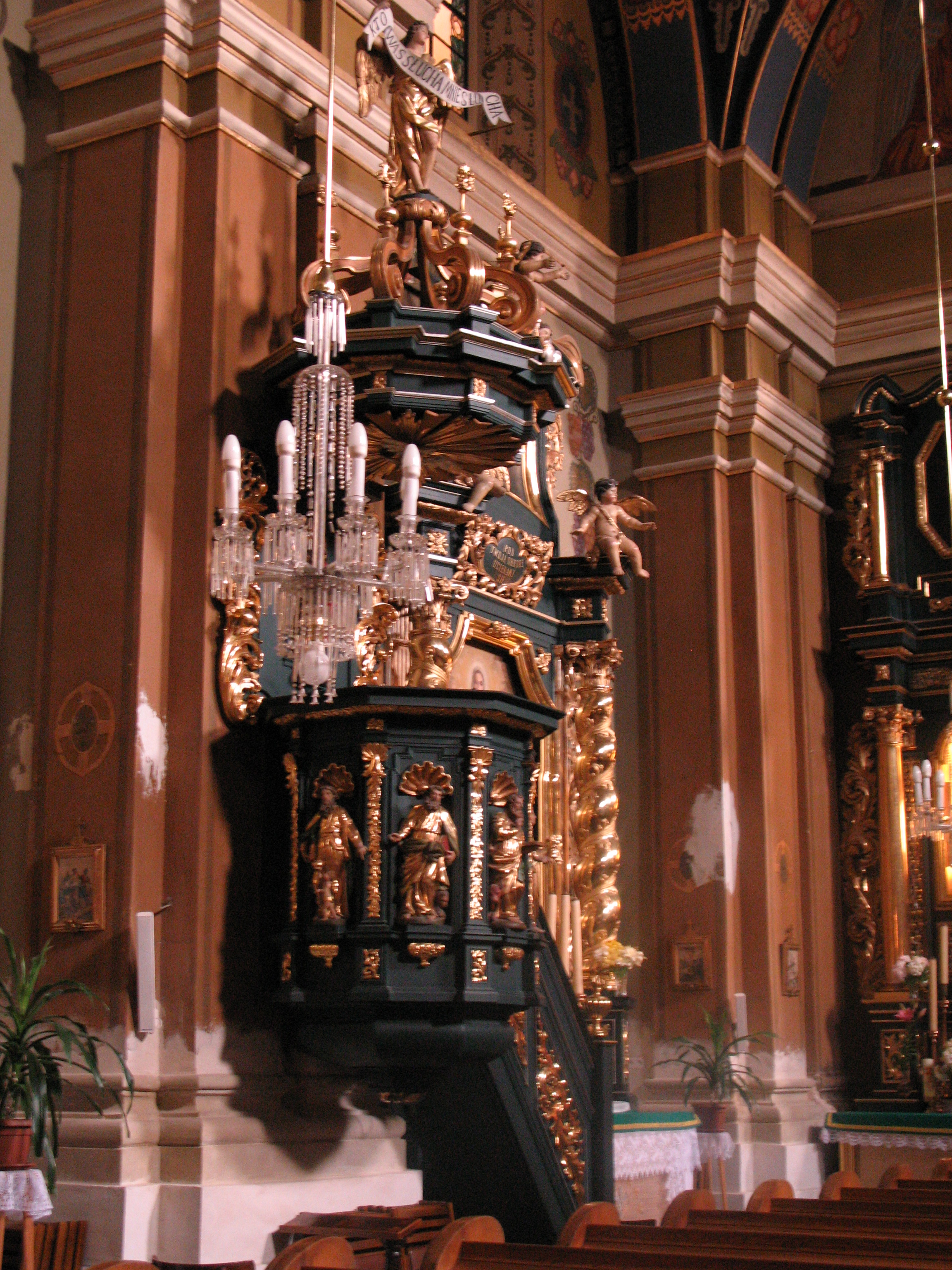
Ambona w krakowskim kościele św. Józefa, wykonana przez J. Hankisa w roku 1697

Jerzy Hankis  (ur. w 1653 w Wilamowicach, zm. w 1715 lub 1716) – snycerz i stolarz czynny w Małopolsce.
Od roku 1675 był członkiem cechu stolarskiego w Krakowie. Obywatelstwo Krakowa otrzymał w 1687. Wiadomo, że miał co najmniej jedną córkę i dwóch synów. Ci ostatni również zostali krakowskimi stolarzami, po nauce zawodu u ojca. J. Hankis pracował zarówno jako stolarz, jak i snycerz. Na podstawie zachowanych do współczesności prac snycerskich ocenia się, że reprezentował wysoki poziom artystyczny, a jednocześnie kierowany przez niego warsztat pozostawił najwięcej identyfikowalnych autorsko dzieł w Małopolsce, z przełomu XVII/XVIII w.. 
Dla zamawiających z Krakowa wykonał, sam lub wraz z uczniami, m.in.:
- ambonę i pięć ołtarzy, w tym główny w kościele św. Józefa (1697, zachowane)
- ołtarz główny karmelickiego kościoła (na przełomie 1698/1699) i dwie stalle dla tejże świątyni (wszystkie obiekty zachowane).
- ambonę, ołtarz główny i boczny kościoła św. Tomasza Apostoła (dwa pierwsze obiekty zachowane, ok. 1700)
- empore muzyczną i stalle dla kościoła Świętego Krzyża (ok. 1700 r., zachowane)

Ponadto był autorem m.in. następujących dzieł poza Krakowem: 
- ołtarz główny kościoła św. Bartłomieja Apostoła we Włodowicach (początek XVIII w., zachowany)
- stalle oraz ołtarz boczny dla kolegiaty wiślickiej (początek XVIII w., niezachowane)
- ambonę i kilka figur dla kościoła w swojej rodzinnej miejscowości (1705-1706, zachowane)
- ambonę, trzy ołtarze, w tym główny, a także m.in. kilka figur i epitafium ks. Maruchowicza w świątyni w Książu Małym (1710/1711)